# Concordia sulla Secchia
Concordia sulla Secchia (La Cuncòrdia in dialetto mirandolese) è un comune italiano di 8 421 abitanti della provincia di Modena in Emilia-Romagna, situato a nord del capoluogo. Appartiene all'Unione dei Comuni Modenesi Area Nord ed è il più settentrionale della provincia.

## Geografia fisica

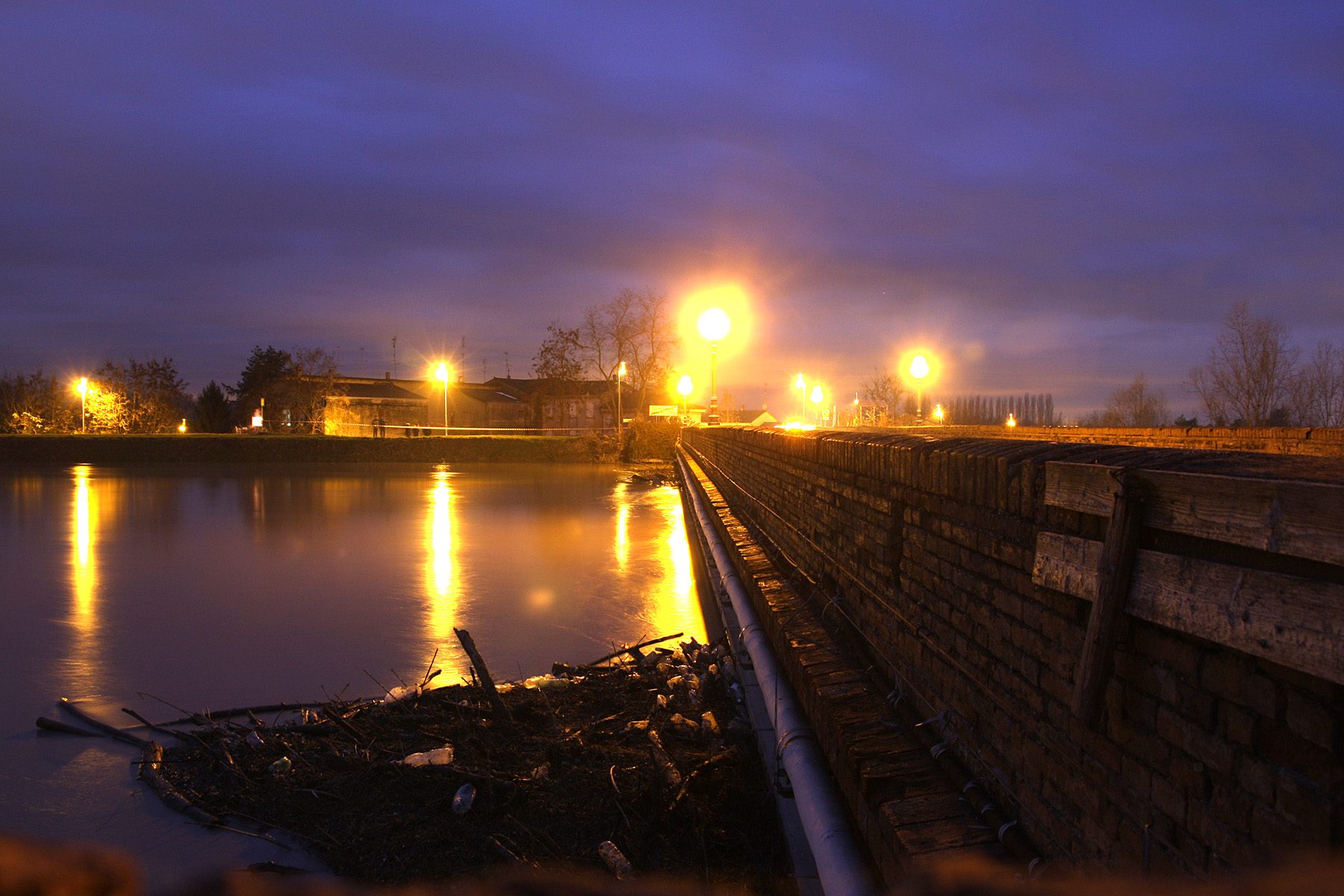
Ponte sul Secchia durante la piena del dicembre 2009

Il paese, che occupa circa 41 chilometri quadrati, si trova all'estremo nord della provincia di Modena e dista pochi chilometri dalla Lombardia. È totalmente pianeggiante ed ha un'altitudine media 22 metri sul livello del mare. Per quanto riguarda l'idrografia Il paese è attraversato dal fiume Secchia; numerosi sono inoltre i canali di irrigazione come ad esempio il Sabbioncello. Concordia dista quindici chilometri dall'uscita Reggiolo-Rolo dell'Autostrada A22.
Concordia sulla Secchia gode di un tipico clima temperato continentale della pianura padana e delle medie latitudini. Come nel resto della pianura circostante, gli inverni sono moderatamente rigidi, poco piovosi e con giornate di nebbia; le estati sono calde ed afose nei mesi di luglio e agosto, con temperature che possono salire oltre i 35º e con precipitazioni a carattere temporalesco; le primavere e gli autunni sono generalmente piovosi.
In primavera e in autunno il clima è più mite e più umido.
- Classificazione climatica: zona E[6]
- Classificazione sismica: zona 3[6].

## Origini del nome
Esistono varie ipotesi sul nome di Concordia, forse la città prese il nome da un accordo fra le città di Parma, Reggio Emilia, Modena, Mantova e Ferrara, stipulato nel 1360, che sanciva la deviazione del fiume Po; in virtù di questa alleanza, diedero al paese il nome di Concordia (accordo), situato appunto sulla Secchia. Un'altra ipotesi vede il nome da ricondursi alla rocca di Concordia, così chiamata a ricordo della "pace e buona concordia con tuti li suoi nemici", ai tempi dei Pico.

## Storia

### Antichità
La provincia modenese fu occupata dal IV al II secolo a.C. da nuove popolazioni provenienti dal Nord Europa, i Celti o Galli. La loro presenza è legata al nome di alcuni luoghi e alla pratica di devozione per gli "alberi sacri". A Concordia possiamo ancora vedere l'albero di Giavarino, sul quale è posta da circa due secoli un'immagine della Madonna.
Anche i romani hanno lasciato numerose tracce della loro secolare presenza in questo territorio. Tra queste la centuriazione, che è un modo per dividere terreni ad angolo retto tramite strade e canali, visibile ancora nelle campagne insieme a numerosi altri reperti. La via Emilia, che attraversa la regione e le ha dato il nome, fu voluta dal console romano Marco Emilio Lepido nel 187 a.C., pochi anni dopo la fondazione di Mutina, l'attuale Modena.

### La signoria dei Pico della Mirandola
Francesco I Pico, nominato feudatario di Mirandola nel 1311 dall'imperatore Enrico VII di Lussemburgo, ottenne dallo stesso imperatore il permesso di installare sul fiume Secchia alcuni mulini natanti. Concordia fece parte della signoria dei Pico per ben 400 anni, fino al 1711.
La costruzione della prima chiesa dedicata a San Paolo, avvenuta nel 1396 in località Molinella, segnò il passaggio di Concordia da borgo a comunità. L'intensa l'attività dei mulini natanti nel Secchia sostenne per secoli l'economia del paese. Una testimonianza curiosa di questo periodo è il bosco medievale di Concordia: i reperti, 82 grossi ceppi e 64 tronchi lunghi fino a 9 metri, sono venuti alla luce presso l'oasi naturalistica Val di Sole di Fossa.
Furono i frati Agostiniani di Concordia che fecero costruire un convento nel 1420 nei pressi del bastione di Santa Caterina. In quella stessa zona venne costruito un ospitale per i pellegrini e gli infermi. Il convento ospitò il monaco agostiniano Martin Lutero, durante il suo viaggio verso Roma nel 1511, e venne riedificato, dove si trova attualmente, nel 1520. L'antica rocca di Concordia fu trasformata nel 1450 in un castello con un fossato intorno, mura con torri e due bastioni. Il castello venne abbattuto nel 1534. Concordia divenne contea nel 1432 e tra i suoi conti figura il famoso umanista e filosofo Giovanni Pico della Mirandola; tra le sue opere è ricordata il celebre Discorso sulla dignità dell'uomo (De Hominis Dignitate).
I soldati del papa Giulio II, prima della conquista di Mirandola, distrussero Concordia nel 1510. Ci vollero dieci anni per ricostruire il paese e una nuova chiesa, ancora alla Molinella. A causa delle continue discordie fra i Pico, Concordìa, insieme a Vallalta, Fossa e altre località vicine, divenne stato a sé col diritto di battere moneta. Con diploma imperiale, Concordia nel 1597 venne elevata a marchesato e Mirandola città e principato.
Mirandola venne elevata al rango di ducato nel 1617 con Alessandro I Pico. Questo secolo non ha conosciuto solo il dramma della peste (1629-1630) ma anche la visita della regina Cristina di Svezia, ospite nel palazzo ducale, la grande importanza economica e notorietà dell'allevamento del baco da seta e la produzione del filo di seta alla concordiese.
In questo secolo vennero realizzati il convento dei Cappuccini, il palazzo ducale, il palazzo Corbelli (che dal 1861 è sede del municipio) e il canale navigabile Naviglio o Cavana, che collegava via acqua Concordia con Mirandola.

### Periodo Estense
La guerra di successione al trono di Spagna coinvolse anche Concordia, che venne assediata e incendiata dai soldati francesi nel 1704.
Lo Stato dei Pico venne acquistato dal duca di Modena nel 1711 e anche Concordia passò sotto il dominio degli Estensi. Si presenta e si afferma a San Possidonio l'importante famiglia dei Taccoli, di cui rimane testimonianza l'omonimo palazzo.
La ricostruzione del paese e della quarta ed attuale chiesa fu ultimata nel 1713; inoltre vennero tolti i nove mulini natanti, ritenuti principale causa delle alluvioni del Secchia. Dopo trent'anni di inattività, quattro mulini vennero ricollocati nel fiume: Mulino di Sopra, di Mezzo, del Porto, di Sotto o delle Decime, e fatti funzionare fino alla fine dell'Ottocento, quando furono sostituiti dal mulino a vapore nel 1885.
Intanto Napoleone aveva occupato l'Italia, si era diffusa ovunque la pratica delle nuove libertà civili portate dalla Rivoluzione Francese (libertà, uguaglianza e fraternità), ma vennero limitate le attività della Chiesa e imposte nuove tasse. Ebbe allora inizio per la comunità un lungo periodo di decadenza.

### Risorgimento e Unità d'Italia

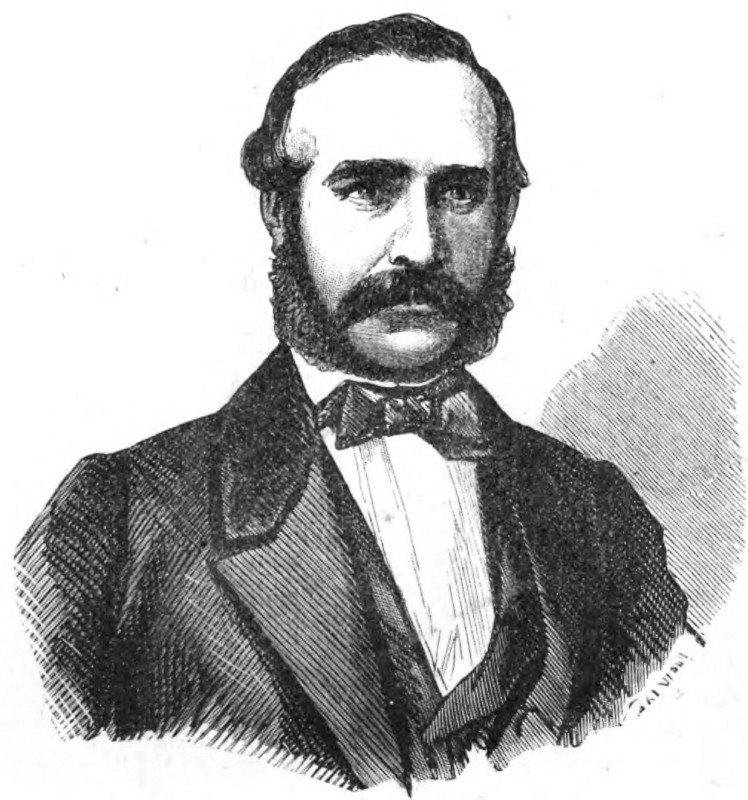
Federico Crema (1814-1884)

Tra i patrioti impegnati nel Risorgimento per l'unità dell'Italia, si ricorda il carbonaro Don Giuseppe Andreoli, di San Possidonio ma cittadino concordiese, che venne arrestato e condannato a morte nel 1822.
A Concordia l'adesione al costituendo Regno d'Italia avvenne nell'entusiasmo generale e il medico concordiese Federico Crema fu eletto nel 1860 alla Camera dei deputati (Regno di Sardegna) nel collegio elettorale di Concordia.
Il cambiamento della forma di governo non portò al popolo gli attesi miglioramenti: si diffuse allora la colorita espressione: Sòta al duca as magnava pan e sùca, sòta a stì itaìian as magna da can (Quando c'era il Duca si mangiava pane e zucca, sotto a questi italiani si mangia da cani). Quasi certamente di questo periodo è anche la nota filastrocca: Li galìni ad la Concordia li gà ligà li gambi cun li curde// rósi (Le galline di Concordia hanno le zampe legate con delle corde rosse).

### Dal Fascismo alla Liberazione
Criticare apertamente il regime richiedeva grande coraggio. Si ricorda ancora un muratore, Dante Mantovani, che nell'osteria dell'Elvira a Mulin di Mezzo così cantava: «Quand a cantavan bandiera rósa /a magnavan di galét cun la cresta rósa / adèss chi canta giovinésa / a murém da la dibulésa». Anche a Concordia il fascismo sciolse le associazioni di categoria e quasi tutte le cooperative, sostituite poi con le organizzazioni imposte dal regime. L'amministrazione del Comune fu affidata ad un podestà non eletto ma nominato d'autorità.
Nel 1934 venne inaugurato il Teatro del Littorio, oggi chiamato Teatro del Popolo.
Nel 1943 inizia la Resistenza armata nella quale Concordia ricoprì un ruolo dì primo piano nella Bassa modenese grazie anche al sostegno della popolazione. Particolarmente tragici gli anni 1944 e 1945 per la dura repressione contro la Resistenza e i partigiani operata dai tedeschi e dalle brigate nere fasciste. In quell'epoca la scuola era sede della brigata nera, che teneva prigionieri dei partigiani; alcuni loro compagni, con l'intento di liberarli, sferrarono un attacco, ma l'operazione non riuscì, anche se i fascisti ebbero parecchi caduti. La minacciata distruzione di Concordia fu evitata grazie all'intervento del parroco.
La mattina del 23 aprile 1945 arrivò a Concordia il primo soldato statunitense su un fuoristrada impolverato: fu accolto dalla popolazione in festa, dai dirigenti del Comitato di Liberazione Nazionale e dai partigiani che sfilavano per le vie del paese: Concordia era finalmente libera. Concordia è stata decorata con medaglia di bronzo al valore militare per i meriti acquisiti durante la Resistenza. Con la Liberazione ritornò la democrazia e iniziò la lenta ricostruzione morale e materiale dopo le ferite della guerra. Il 26 marzo 1946 venne eletto il nuovo consiglio comunale e il sindaco. Con la proclamazione della Repubblica e l'entrata in vigore della Costituzione sì completò il cammino verso un'Italia democratica.

### Dalla Liberazione ad oggi

Palazzi di via Garibaldi crollati a seguito dei terremoti del 2012

Nel decennio 1951-1961 si registrò un massiccio esodo dalle campagne di Concordia verso zone industriali del Nord Italia, del Centro Europa e dell'America: la popolazione scese da 11.000 a 9.200 abitanti. La ridotta superficie dei poderi non consentiva un adeguato reddito per tutti i componenti della famiglia; erano finiti i grandi lavori di bonifica che assorbivano manodopera bracciantile, mancavano industrie e la crescente meccanizzazione dell'agricoltura richiedeva sempre meno addetti. L'esodo continuerà ma in misura più ridotta e la popolazione del comune si manterrà intorno ai 9.000 abitanti fino agli anni 1970, per scendere agli attuali 8.300.
A partire dalla metà degli anni 1950, lo sviluppo economico interessò soprattutto le attività artigianali e a conduzione familiare. A fianco delle case sono cresciuti piccoli Iaboratori di maglieria e confezioni in cui sono impegnate prevalentemente le donne. Sì insediano nuove industrie e alcune ampliano la propria attività affermandosi anche in campo nazionale: lampadari, abbigliamento, filati, metanizzazione, elettromeccanica e elettronica. Questo sviluppo ha portato molti immigrati dal sud dell'Italia. Per favorire la meccanizzazione dell'agricoltura vengono abbattute le piantate, costituite da filari di olmi, pioppi e viti, che per secoli avevano caratterizzato il paesaggio agrario, sostituite da vigneti, frutteti e qualche pioppeto. Vengono rinnovate le stalle, costruiti nuovi caseifici e ampliata la cantina sociale. Inizia la ristrutturazione del centro storico, il commercio si sviluppa e crescono i servizi pubblici e privati.
Concordia sulla Secchia è stata colpita dai terremoti dell'Emilia del 2012 che nel comune hanno causato una vittima e seri danni alle strutture più antiche nel centro storico.

### Simboli
Lo stemma del comune di Concordia sulla Secchia è stato riconosciuto con DPCM del 16 gennaio 1956.
L'imperatore Sigismondo di Lussemburgo concesse nel 1432, ad alcuni membri della famiglia dei Pico della Mirandola, la contea di Concordia, attribuendole lo stemma del Ducato del Lussemburgo. Esso entrò a far parte dello stemma dei Pico e fu assunto in seguito come stemma del comune.
Il gonfalone, concesso con DPR del 19 aprile 1956, è un drappo partito di azzurro e di bianco.

### Onorificenze
Concordia sulla Secchia è tra le città decorate al valor militare per la guerra di liberazione, insignita il 13 ottobre 1984 della medaglia di bronzo al valor militare per i sacrifici delle sue popolazioni e per l'attività nella lotta partigiana durante la seconda guerra mondiale:

## Monumenti e luoghi d'interesse

### Architetture religiose
- Chiesa della Conversione di San Paolo Apostolo
- Chiesa di San Pietro Apostolo, nella frazione di Fossa di Concordia

### Architetture civili
- Palazzo Corbelli
- Fabbrica di maglieria Baroni, progettata e costruita negli anni 1980 da Giuseppe Cantadori, con innovative soluzioni poi riportate da numerose riviste del settore.

## Società

### Evoluzione demografica
Abitanti censiti

### Etnie e minoranze straniere
Al 31 gennaio 2023 la popolazione straniera era di 1.172 persone, pari al 14,22% della popolazione.

## Cultura

### Eventi
- Fiera di Ognissanti: Fiera cittadina risalente al XVI secolo. Periodo: Si svolge in concomitanza con le festività del 1-2 novembre e attira un alto numero di visitatori da paesi limitrofi e non(circa 30.000 ogni anno).
- Strada Facendo: Raduno nazionale degli artisti di strada. Si tiene ogni terza domenica di settembre.
- Concordia in Fiore: festa dei fiori e della libertà, 25 aprile.
- Ogni estate il chitarrista rock Maurizio Solieri, nato a Concordia, organizza un concerto nella centrale Piazza della Repubblica.

## Amministrazione
| Periodo        | Periodo        | Primo cittadino | Partito                                 | Carica  | Note   |
| -------------- | -------------- | --------------- | --------------------------------------- | ------- | ------ |
| 12 maggio 1985 | 12 giugno 2004 | Ivano Mantovani | lista civica, PCI, PDS                  | Sindaco | [ 14 ] |
| 13 giugno 2004 | 25 maggio 2014 | Carlo Marchini  | lista civica Concordia democratica      | Sindaco | [ 14 ] |
| 26 maggio 2014 | 9 giugno 2024  | Luca Prandini   | centro-sinistra - Concordia democratica | Sindaco | [ 14 ] |
| 9 giugno 2024  | in carica      | Marika Menozzi  | lista civica Cresciamo Concordia        | Sindaco | [ 14 ] |

### Gemellaggi
- Concordia Sagittaria
- La Couronne